# 자비드
자비드(아랍어: زبيد)는 예멘 서부 연안 평야 지대에 위치한 도시로, 인구는 약 23,000명이다. 도시 이름은 이 곳 남쪽에 있는 와디(협곡)인 자비드 와디에서 유래된 이름이다.
예멘에서 가장 오랜 역사를 자랑하는 도시이며 13세기부터 15세기까지 예멘의 수도였던 곳이다. 아랍 세계와 이슬람 세계에서 가장 유명한 대학이었던 자비드 대학교가 있었기 때문에 이슬람 교육의 중심지로 여겨졌다. 819년부터 1018년까지 지야디드 왕조의 수도였으며 1022년부터 1158년까지 나자히드 왕조의 수도로 남아 있었다.
1993년 유네스코가 지정한 세계유산에 선정되었다.